# Фарсобин, Алексей Алексеевич
Алексей Алексеевич Фарсобин (1 июня 1922, Федурново, Собинский район — 30 сентября 1978, Камышеватская, Краснодарский край) — бригадир колхоза «Россия» Ейского района Краснодарского края. Герой Социалистического Труда (08.04.1971).

## Биография
В 1922 году в селе Федурново Собинского района Владимирской области в семье крестьянина родился Алексей Алексеевич Фарсобин.
В 1933 году вся семья переехала в Ворошиловградскую область, а чуть позднее обосновалась на Кубани в станице Камышеватская Ейского района. С 1939 года Алексей после окончания курсов тракториста пошёл работать в колхоз.
Участвовал в Великой Отечественной войне. С 1941 года служил радиотелеграфистом 68-го отделения полка связи 37-й армии.
В 1949 году демобилизовался и вернулся домой. Устроился работать инспектором Ейского райсобеса и инструктором райкома партии.
В 1953 году вновь вернулся за штурвал трактора, а через два года возглавил тракторную бригаду. С 1957 года заведовал свинофермой. В 1961 году возглавил объединённую бригаду колхоза «Россия», в которую входило 4 тысячи гектар пахотной земли и большой животноводческий комплекс. За десять лет бригада стала передовой, достигнув высоких показателей в мясном животноводстве (рост на 159 %), а урожайность зерна превысила среднеколхозную на 3 центнера с гектара.
Указом от 8 апреля 1971 года был удостоен звания Герой Социалистического Труда.
С 1975 года находился на пенсии. Жил в станице Камышеватская. Умер 30 сентября 1978 года и похоронен на местном кладбище.

## Награды
Имеет следующие награды, за трудовые и боевые успехи:
- Герой Социалистического Труда (08.04.1971);
- Орден Ленина (1971);
- Медаль За боевые заслуги (03.04.1944);
- Медаль «За оборону Кавказа» (01.05.1944).